# Elisabetta Pellini
Elisabetta Pellini (Sorengo, 6 aprile 1974) è un'attrice italiana.

## Biografia
Il padre Oreste è un regista di documentari, e tra i suoi parenti vi erano gli scultori Eros ed Eugenio Pellini.
Nel 1995 partecipa al concorso Miss Buona Domenica classificandosi al terzo posto; nel 1996 prende parte alle televendite promozionali all'interno di Mai dire gol. Nel 1998 esordisce come conduttrice del TG Rosa e poi di Tira & Molla (Canale 5); l'anno successivo presenta Qui studio a voi stadio per Telelombardia.
Il suo esordio cinematografico è con Cucciolo (1998), accanto a Massimo Boldi e Claudia Koll, diretto da Neri Parenti. Oltre a recitare per il cinema e la televisione, ha partecipato a diversi spot pubblicitari: quello di Poste Italiane, per la regia di Cristina Comencini, del gelato Carte D'or, per la regia di Ferzan Özpetek, della bevanda Nestea, per la regia di Alessandro D'Alatri, e lo spot della Volvo XV70, regia di Kinka Usher. 
Nella stagione 2000-2001 è una componente del cast della soap opera della Rai Ricominciare. Nel 2002 è una componente del cast principale di Incantesimo 5, in onda su Raiuno, con i ruoli di Dori e Lara Baroni. Nel 2007 partecipa alla quinta stagione di Un medico in famiglia, in onda su Raiuno, con il ruolo di Alba Serravalle Della Fressange, ed è nel cast di Distretto di Polizia 7, in onda su Canale 5, dove interpreta il ruolo del medico legale Tiziana Cattaneo.
Nel 2011,in onda su canale 5, partecipa in un amore e una vendetta al fianco di Alessandro Preziosi ed Anna Valle ed interpreta il ruolo di Olga. Dal 2012 interpreta la parte di Laura Sommariva nella fiction Le tre rose di Eva. Ha partecipato ad altre numerose fiction come Rosso San Valentino, Un amore e una vendetta, Elisa di Rivombrosa e Madre, aiutami. Il suo sodalizio con il regista Max Nardari prosegue con altri due film: La mia famiglia a soqquadro (2017) e Diversamente (2021).
Ha interpretato il ruolo della regina Costanza d’Altavilla nel film in costume Il monaco che vinse l'Apocalisse (2023) di Jordan River. 

## Vita privata
Nel 2017 sposa il collega Luigi Coldagelli.

## Filmografia

### Attrice

#### Cinema

Elisabetta Pellini nel film Il cielo in una stanza (1999)

- Cucciolo, regia di Neri Parenti (1998)
- Il cielo in una stanza, regia di Carlo Vanzina (1999)
- Denti, regia di Gabriele Salvatores (2000)
- Amici Ahrarara, regia di Franco Amurri (2001)
- Non sono io, regia di Gabriele Iacovone (2001)
- Per sempre, regia di Alessandro Di Robilant (2003)
- Balletto di guerra, regia di Mario Rellini (2004)
- Non prendere impegni stasera, regia di Gianluca Maria Tavarelli (2006)
- Un giorno perfetto, regia di Ferzan Özpetek (2008)
- I fiori di Kirkuk, regia di Fariborz Kamkari (2009)
- Cara, ti amo..., regia di Gian Paolo Vallati (2011)
- Il cantico di Maddalena, regia di Mauro Campiotti (2011)
- Mi rifaccio vivo, regia di Sergio Rubini (2013)
- Midway - Tra la vita e la morte, regia di John Real (2013)
- Inferno Dantesco animato, regia di Boris Acosta (2013) – voce
- In attesa di cambiamenti, regia di Sergio Colabona (2015)
- Infernet, regia di Giuseppe Ferlito (2016)
- Gomorroide - Il Film, regia de I Ditelo voi (2015)
- La mia famiglia a soqquadro, regia di Max Nardari (2017)
- Stato di ebbrezza, regia di Luca Biglione (2018)
- Diversamente, regia di Max Nardari (2021)
- Corro da te, regia di Riccardo Milani (2022)
- Dark Matter, regia di Stefano Odorardi (2023)
- 21 Rubies, regia di Ciprian Mega (2023)
- Buio come il cuore, regia di Marco De Luca (2024)
- La volpe e l'uva, regia di Pier Maria Cecchini (2024)
- Il monaco che vinse l'Apocalisse, regia di Jordan River (2024)

#### Televisione
- L'ispettore Giusti – serie TV (1999)
- Cornetti al miele, regia di Sergio Martino – film TV (1999)
- Il maresciallo Rocca 3 – serie TV (2000)
- Ricominciare – soap opera (2000-2001)
- Per amore per vendetta, regia di Mario Caiano – miniserie TV (2001)
- Una donna per amico 3 – serie TV (2001)
- Compagni di scuola – serie TV (2001)
- Incantesimo 5, regia di Alessandro Cane e Leandro Castellani – soap opera (2002)
- Elisa di Rivombrosa 2 – serie TV (2005)
- Questa è la mia terra – serie TV (2006)
- Un ciclone in famiglia 2 – serie TV (2006)
- Eravamo solo mille, regia di Stefano Reali – miniserie TV (2006)
- Distretto di Polizia 7 – serie TV, episodio 7x01 (2007)
- Un medico in famiglia 5 – serie TV (2007)
- Senza via d'uscita - Un amore spezzato, regia di Giorgio Serafini – miniserie TV (2007)
- Rex – serie TV (2008)
- Il commissario De Luca, regia di Antonio Frazzi – miniserie TV (2008)
- Il mistero del lago, regia di Marco Serafini – film TV (2009)
- Piloti, regia di Celeste Laudisio – sitcom (2007-2008)
- Un coccodrillo per amico, regia di Francesca Marra – film TV (2009)
- Le cose che restano, regia di Gianluca Maria Tavarelli – miniserie TV (2009)
- Capri 3 – serie TV (2010)
- Il restauratore – serie TV (2011)
- Un amore e una vendetta, regia di Raffaele Mertes e Daniele Falleri – miniserie TV (2011)
- 6 passi nel giallo – serie TV, episodio Souvenirs (2012)
- Le tre rose di Eva – serie TV (2012-2015)
- Il paese delle piccole piogge, regia di Sergio Martino – film TV (2012)
- Rosso San Valentino, regia di Fabrizio Costa – miniserie TV (2013)
- Provaci ancora prof – serie TV (2013-2015)
- Madre, aiutami, regia di Gianni Lepre – miniserie TV (2014)
- Don Matteo – serie TV (2016)
- Tutti insieme all'improvviso – serie TV (2016)
- Braccialetti Rossi 3 – serie TV (2016)
- Sorelle – serie TV (2017)
- Sirene – serie TV (2017)
- Solo per amore 2 - Destini incrociati – serie TV (2017)
- Scomparsa – serie TV (2017)
- L'allieva 2 – serie TV, episodio Insospettabili (2018)
- Lea - Un nuovo giorno – serie TV, 4 episodi (2022)
- Fosca Innocenti – serie TV, episodio 1x02 (2022)
- Un passo dal cielo – serie TV, episodio 7x05 (2023)
- Non ci resta che il crimine - La serie – serie TV, episodi 1x01-1x06 (2023)
- Il Segno delle Donne - Topazia Alliata – docufilm

#### Cortometraggi
- 25ª ora, regia di Marcantonio Graffeo (2005)
- La Dichiarazione, regia di M. Campiotti (2005)
- Rock no War, regia di S. Alleva (2005)
- Pillole di Bisogni, regia di Ivano De Matteo (2008)
- Festa di compleanno, regia di Fabrizio Provinciali (2011)
- Sotto la pelle, regia di Barbara Bonardo (2013)
- Il sorriso di Candida, regia di Angelo Caruso (2013)
- Una storia: Barbara, regia di Daniele Massa (2014)
- Giuseppe Verdi: le memorie nel petto, regia di Emanuela Morozzi (2014)
- Anatomia di un amore, regia di Manuela Tempesta (2015)
- Una piccola sorpresa, regia di Stefano chiodini (2015)
- La Signora M, regia di Elisabetta Pellini (2016)
- L'amore non ha religione, regia di Max Nardari (2018)
- Nessuna è Perfetta, regia di Isabella Weiss Di Valbranca (2019)
- Gocce d'acqua, regia di Max Nardari e Marco Matteucci (2019)
- Lockdown in Love, regia di Anna Marcello (2020)

#### Webserie
- Forse sono io (2013)
- Forse sono io 2 (2014)

### Regista
- SelfieMania - L'amore nonostante tutto (2020)

## Programmi TV
- Buona Domenica (1994-1995)
- Bellissima (1995)
- La sai l'ultima? (1995-1996)
- Jtv (1996)
- Mai dire Gol (1996)
- Mitiche (1997)
- Scatafascio (1997-1998)
- Tira & Molla (1998)
- TG Rosa (1998)
- Qui studio a voi stadio (1999)
- Gran Concerto Galà - Concorso internazionale di musica sacra (2013)